# ウルフルケイスケ
ウルフル ケイスケ（本名：岩本 圭介（いわもと けいすけ）、1965年5月23日 - ）は、大阪府・高槻市出身のギタリストである。ウルフルズ在籍時はギターとリーダーを担当していた。
大阪府立吹田東高等学校、神戸学院大学経済学部卒業。血液型A型。通称は「ミスタースマイル」「笑うギタリスト」「ナニワンギター」ほか。

## 来歴
- 1984年から1988年まで、大阪のネオ・サイケデリアバンド、D'f（初期はディレクション・ファインダーズ名義）で活動。
- 1988年、D'f解散後、大阪・中津のインド喫茶「カンテ・グランデ」（通称：カンテG）で共にアルバイトをしていたトータス松本らとウルフルズを結成。
- 2009年、ウルフルズの活動休止を発表。
- 2014年、ウルフルズの活動再開を発表。
- 2018年2月19日、ブログでウルフルズとしての活動を休止すると発表。

## その他
- 阪神タイガースのファンで、ファンクラブにも入会している。沖縄宜野座キャンプ、高知安芸キャンプにも出没。
- トレードマークはテンガロンハット。
- 既婚者で2児の父。
- タレントで元大阪パフォーマンスドールの武内由紀子は従妹。
- ウルフルズ活動休止後、単独ライブを全国で公演。その繋がりにより北海道利尻島の利尻町観光大使に任命されている。
- 崎陽軒のシウマイ弁当が好物[2]。

## 主な個人活動

### ラジオ
- ウルフルケイスケの下北からこんばんわ（FM高知毎週金曜19時 - 19時55分）[3]
- すっぴん!（2012年 NHKラジオ第1放送毎週木曜10時05分 - 10時15分） - 「ウルフルケイスケのゆるコミュ探訪」コーナー